# Electric Ballroom

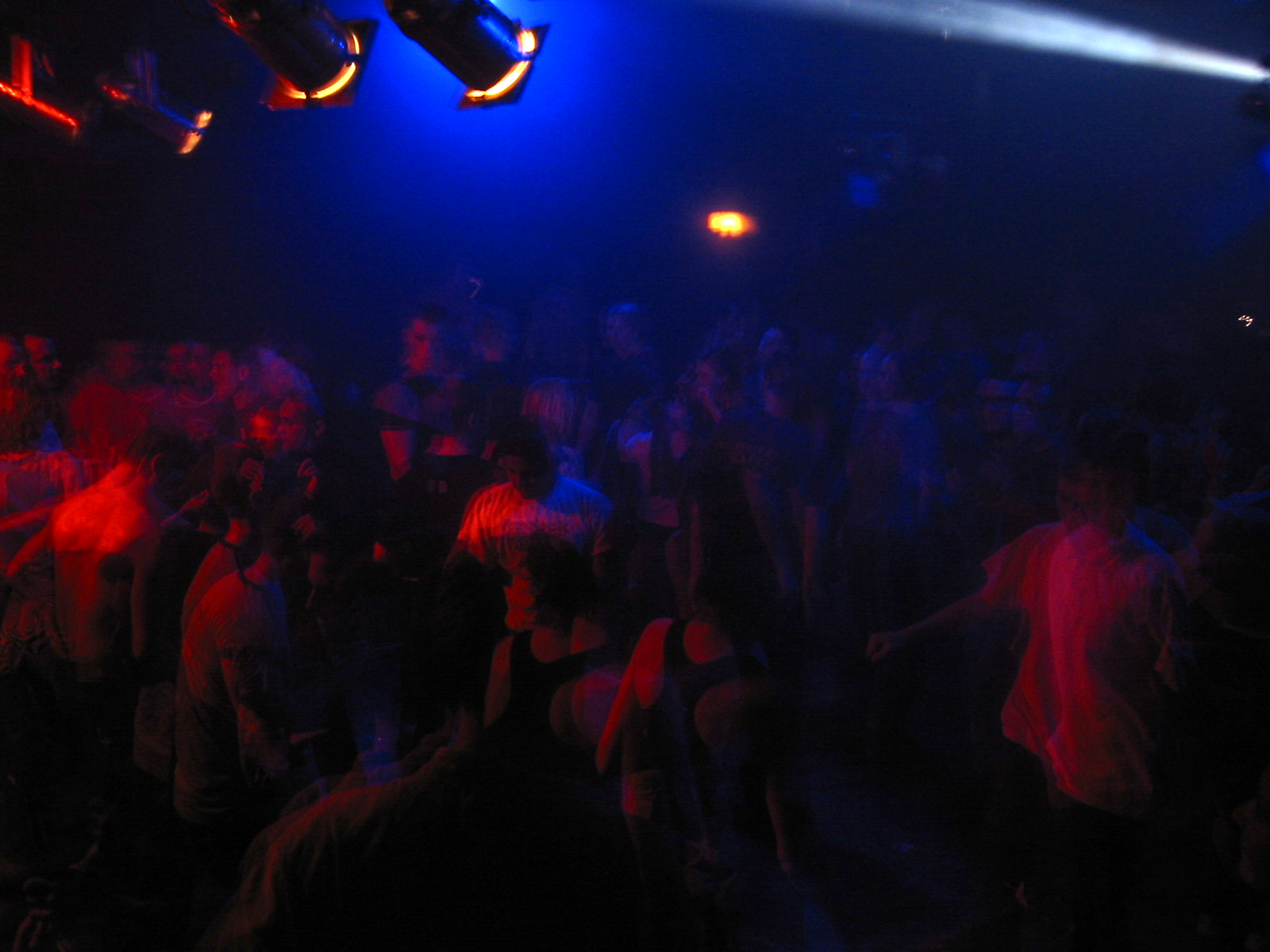
Electric Ballroom (2002)

Der Electric Ballroom war eine regelmäßige Techno-Veranstaltung im SO36 und zählte zu den beständigsten Techno-Veranstaltungen in Berlin.

## Geschichte
Hervorgegangen ist der Electric Ballroom aus der linken Szene-Kneipe Subversiv in der Brunnenstraße in Berlin-Mitte.
Die Veranstaltung fand bis auf einige Ausnahmen jeden Montag, erstmals am 25. Dezember 1995, im SO36 und unter dem Motto „Seitensprung“ auch einige Male im Tresor statt. Einmal jährlich im Dezember fand zudem an einem Samstag der zu Gunsten der Aidshilfe veranstaltete Red Ribbon Rave mit DJ Westbam und Residents des Electric Ballroom im SO36 statt.
Genau zehn Jahre nach der ersten Party wurde die wöchentliche Montagsveranstaltung mit der 511. und letzten Party am 26. Dezember 2005 beendet. Später fand der Electric Ballroom alle zwei Monate am Freitag statt.
Bezug auf die Veranstaltung nahm die ab Sommer 2006 kurzzeitig ebenfalls Montags im SO36 stattfindende Reihe Montagskinder, die jedoch nach wenigen Partys wieder eingestellt wurde. Zwischen Februar 2007 und Ende 2008 wurde von ehemaligen Mitarbeitern der Electric-Ballroom-Crew eine monatliche Veranstaltung mit dem Namen verified am gleichen Ort ausgetragen und Ende 2010 das Konzept des Electric Ballroom unter dem Titel Ballroom reloaded in unregelmäßigen Abständen von einigen Monaten erneut aufgegriffen.
Unter dem Namen Montech fanden in der Tradition des Electric Ballroom weiterhin montags Techno-Veranstaltungen im SO36 statt, auch diese Reihe ist inzwischen gecancelt.
2020 gab es einen Livestream des Electric Ballroom für das Format United We Stream.

## Charakteristik
Der Electric Ballroom zeichnete sich, ähnlich wie die Tekknozid-Veranstaltungen, durch eine schnörkellose, unverspielte Raumgestaltung und minimale Dekoration sowie konsequent harte Techno-Musik und dunkle Lichtgestaltung aus. Das Konzept wurde häufig als Fortführung der typischen Berliner Technokultur der frühen 1990er Jahre beschrieben.
Seit den Anfängen bestanden die Resident DJs aus Wolle Haarnagel, Wimpy, Djoker Daan, Dana und Mo. Zu den regelmäßigen Gast-DJs gehörten unter anderem Monika Kruse und DJ Rush.
Das Publikum war mit multikulturellen und homo- wie heterosexuellen Gästen untypisch gemischt für entsprechende Veranstaltungen. Zudem wurde der Electric Ballroom von besonders ausdauernden Anhängern der Technoszene zum verlängerten Party-Wochenende oder als Afterhour besucht.